# Перелік ударів по житловій забудові під час російського вторгнення (березень 2024)
Удари по житловій забудові України під час російсько-української війни — воєнний злочин, скоєний російськими військовими під час повномасштабного військового вторгнення в Україну.
У переліку подано інформацію про удари по житловій та громадській забудові яка була опублікована у відкритих джерелах. Подано інформацію про атаки протягом березня 2024 року.

## Загальна інформація
Згідно моніторингової місії ООН з прав людини в Україні відомо про 129 загиблих цивільних українців протягом березня 2024 року.

### Руйнування населених пунктів прилеглих до лінії зіткнення
У населених пунктах які знаходяться біля лінії бойового зіткнення, постійно відбуваються обстріли житлової та іншої цивільної забудови (у тому числі медичних установ, навчальних закладів, комерційної забудови). Впродовж березня 2024 року, обстріли відбувалися вздовж прикордонних громад Чернігівщини, Сумщини, та Харківщини, а також громад Запорізької, Дніпропетровської, Херсонської та Миколаївської областей із використанням ракет, безпілотників, мінометів, артилерії, реактивних систем залпового вогню, вогнем бронетехніки та стрілецької зброї.
Вздовж державного кордону:
- У Чернігівській області — Корюківська, Новгород-Сіверська, Семенівська, Сновська громади.
- У Сумській області — Білопільська, Великописарівська, Глухівська, Краснопільська, Миропільська, Новослобідська, Путивльська, Хотінська, Юнаківська громади.
- У Харківській області — Вільхуватська, Вовчанська, Дворічанська, Дергачівська, Золочівська, Липецька громади

Між тимчасово окупованою територією:
- У Харківській області — Борівська, Дворічанська, Ізюмська, Кіндрашівська, Куп'янська, Курилівська, Оскільська, Петропавлівська громади
- У Луганській області — Красноріченська, Лисичанська громади
- У Донецькій області — Званівська, Сіверська громади
- У Запорізькій області —
- У Херсонській області —
- У Миколаївській області —

## Перелік атак
Червоним кольором позначені атаки у яких відомо про загибель людей.
| дата і місце                                       | дата і місце                                | тип зброї         | подробиці атаки, жертви (загиблі/поранені)                                       | подробиці атаки, жертви (загиблі/поранені) |
| -------------------------------------------------- | ------------------------------------------- | ----------------- | -------------------------------------------------------------------------------- | ------------------------------------------ |
| 01/03                                              | Донецька обл., Костянтинівка                | С-300             | пошкоджено відділ поліції, лікарню, дитсадки, підприємства, житлові будинки      | —                                          |
| 01/03                                              | Харківська обл., Вовчанськ                  | артобстріл        | обстріл цивільної інфраструктури                                                 | 0/1                                        |
| 02/03                                              | Одеса                                       | Shahed 136        | влучання російського дрона в багатоповерхівку                                    | 12/2+                                      |
| 02/03                                              | Харківська обл., Липці                      | С-300             | пошкоджено житлові будинки та автомобілі                                         | —                                          |
| 03/03                                              | Дніпро                                      | ракетний удар     | пошкоджено будинок                                                               | —                                          |
| 03/03                                              | Донецька обл., Курахове                     | авіабомбовий удар | було завдано авіабомбового удару по житловому будинку                            | 0/17                                       |
| 03/03                                              | Донецька обл., Мирноград                    | С-300             | обстріл житлової забудови міста                                                  | 0/3                                        |
| 03/03                                              | Донецька обл., Покровськ                    | С-300             | пошкоджено багатоквартирні та приватні житлові будинки, заклади освіти           | 0/3                                        |
| 04/03                                              | Запорізька обл., Різдвянка                  | артобстріл        | росіяни двічі обстрілювали село касетними боєприпасами                           | 1/0                                        |
| 04/03                                              | Донецька обл., Краматорський р-н            | артобстріл        | артобстріл житлового кварталу, повторні удари по рятувальниках                   | 2/3                                        |
| 05/03                                              | Херсон                                      | артобстріл        | влучання в пункт незламності та інші нежитлові приміщення                        | 0/2                                        |
| 06/03                                              | Одеса                                       | Іскандер-М        | удар по маршруту президента України під час зустрічі з прем'єр-міністром Греції  | 6/0                                        |
| 06/03                                              | Харківська обл., Борова                     | Іскандер-М        | пошкоджені авто, гараж, господарчі споруди                                       | 1/4                                        |
| 06/03                                              | Суми                                        | Shahed 136        | пошкоджено житловий будинок з дитячою поліклінікою                               | 0/7                                        |
| 06/03                                              | Донецька обл., Покровськ                    | С-300             | пошкоджені 11 багатоповерхівок, 3 приватні будинки і 3 адмінбудівлі              | 0/1                                        |
| 06/03                                              | Дніпропетровська обл., Нікополь             | —                 | російська окупаційна армія атакувала «ТЦ Епіцентр» у Нікополі                    | —                                          |
| 06/03                                              | Донецька обл., Клебан-Бик                   | авіабомбовий удар | внаслідок авіаудару по житловій забудові села зазнали поранень двоє жінок        | 0/2                                        |
| 07/03                                              | Харківська обл., Вовчанськ                  | авіабомбовий удар | пошкоджено щонайменше 12 приватних житлових будинків                             | 1/1                                        |
| 07/03                                              | Харківська обл.                             | Shahed 136        | атакований полігон рятувальників на Харківщині, зруйнована адмінбудівля          | —                                          |
| 07/03                                              | Суми                                        | Іскандер-М        | пошкоджено об'єкти цивільної інфраструктури                                      | 0/1                                        |
| 08/03                                              | Суми                                        | ракетний удар     | пошкоджено приміщення школи, медичних закладів, водоканалу                       | 2/26                                       |
| 08/03                                              | Херсонська обл., Ольгівка                   | БпЛА/артобстріл   | відомо про обстріл житлових забудови села                                        | 1/1                                        |
| 08/03                                              | Херсон                                      | авіабомбовий удар | внаслідок влучання авіабомби в будинок постраждав 7-річний хлопчик               | 0/1                                        |
| 08/03                                              | Харківська обл., Чугуїв                     | С-300             | пошкоджено житловий будинок, автовокзал, готель, магазини, автомобілі            | 0/7                                        |
| 08/03                                              | Донецька обл., Шахове                       | артобстріл        | ворожий снаряд поцілив у школу, загинула сторож – 48-річна жінка                 | 0/1                                        |
| 08/03                                              | Донецька обл., Мирноград                    | С-300, авіаудар   | пошкоджені підприємство, лікарня, житлові будинки, торговельний об’єкт           | 0/1                                        |
| 08/03                                              | Донецька обл., Новогродівка                 | С-300, РСЗВ       | пошкоджені приватні домоволодіння, адмінбудівлі, медзаклад, житлові будинки      | 0/2                                        |
| 08/03                                              | Донецька обл., Торецьк                      | авіабомбовий удар | пошкоджено 18 приватних осель та дві адмінбудівлі                                | —                                          |
| 08/03                                              | Донецька обл., Світле                       | авіабомбовий удар | пошкоджено фермерське господарство                                               | —                                          |
| 11/03                                              | Запорізька обл., Запорізький р-н            | Іскандер-М        | пошкоджено цивільну інфраструктуру                                               | 1/0                                        |
| 11/03                                              | Запорізька обл., Новооленівка               | артобстріл        | руйнування житлових будинків та об'єктів інфраструктури                          | 1/1                                        |
| 11/03                                              | Одеська обл., Одеський р-н                  | Shahed 136        | пошкоджено інфраструктурний об'єкт, адміністративні будівлі та приватні будинки  | —                                          |
| 11/03                                              | Харків                                      | Shahed 136        | ушкоджено житлові будинки, готель, об‘єкт інфраструктури, комунальний заклад     | —                                          |
| 12/03                                              | Дніпропетровська обл., Кривий Ріг           | Х-59              | влучання по житловій дев'ятиповерхівці                                           | 4/51                                       |
| 12/03                                              | Донецька обл., Мирноград                    | авіабомбовий удар | влучання у 5-поверхівку, також пошкоджено ще 4 будинки                           | 2/5                                        |
| 12/03                                              | Харківська обл., Куп'янськ                  | авіабомбовий удар | руйнування 5-поверхового житлового будинку                                       | —                                          |
| 12/03                                              | Донецька обл., Селидове                     | С-300             | пошкоджено приватні та багатоповерхові будинки, адмінбудівлі, гаражі, авто       | 0/2                                        |
| 13/03                                              | Суми                                        | Shahed 136        | БпЛА окупантів влучив у житлову пʼятиповерхівку                                  | 2+/8+                                      |
| 13/03                                              | Харківська обл., Вовчанськ                  | авіабомбовий удар | пошкоджено житлові багатоповерхівки та приватні будинки, магазини                | 0/1                                        |
| 14/03                                              | Суми                                        | Shahed 136        | вночі 14 березня ворог атакував «шахедами» цивільну інфраструктуру Сумщини       | —                                          |
| 14/03                                              | Сумська обл., Білопілля                     | Shahed 136        | вночі 14 березня ворог атакував «шахедами» цивільну інфраструктуру Сумщини       | —                                          |
| 14/03                                              | Сумська обл., Тростянець                    | ракетний удар     | вночі 14 березня ворог атакував «шахедами» цивільну інфраструктуру Сумщини       | —                                          |
| 14/03                                              | Сумська обл., Шостка                        | ракетний удар     | пошкоджене приміщення школи                                                      | —                                          |
| 14/03                                              | Харківська обл., Великий Бурлук             | БпЛА, авіаудар    | пошкоджено домоволодіння, територію лікарні, лісництво                           | —                                          |
| 14/03                                              | Харківська обл., Кегичівка                  | Shahed 136        | пошкоджені житлові будинки                                                       | —                                          |
| 14/03                                              | Харківська обл., Лозова                     | Shahed 136        | пошкоджено щонайменше вісім житлових будинків                                    | —                                          |
| 15/03                                              | Вінницька обл.                              | Shahed 136        | уламки російського безпілотника влучив у житловий будинок на Вінниччині          | 2/4                                        |
| 15/03                                              | Запорізька обл., Долинка                    | артобстріл        | атаковано житлову забудову, загинула 76-річна жінка на подвір’ї власного будинку | 1/0                                        |
| 15/03                                              | Одеса                                       | ракетний удар     | пошкоджено житлові та нежитлові будинки, авто, повторний удар по рятувальниках   | 21/70                                      |
| 15/03                                              | Донецька обл., Красногорівка                | артобстріл        | обстріляно з артилерії житлову забудову і поранено цивільного                    | 0/1                                        |
| 16/03                                              | Донецька обл., Мирноград                    | С-300             | зазнали руйнувань 8 багатоквартирних будинків, адмінбудівлі, магазини            | —                                          |
| 16/03                                              | Донецька обл., Селидове                     | авіабомбовий удар | влучання авіабомби у житлову забудову                                            | 0/2                                        |
| 17/03                                              | Миколаїв                                    | Іскандер-М        | ушкоджено приватні житлові будинки, авто, об’єкт цивільної інфраструктури        | 1/9                                        |
| 17/03                                              | Чернігівська обл., Прилуки                  | Х-59              | влучання у житлову забудову, ушкоджено будинок і господарчі споруди              | —                                          |
| 17/03                                              | Сумська обл., Конотоп                       | Х-59              | влучання в об'єкт інфраструктури, пошкоджені житлові будинки, без жертв          | —                                          |
| 17/03                                              | Харківська обл., Ківшарівка                 | артобстріл        | пошкоджені житлові будинки та навчальний заклад                                  | 0/2                                        |
| 17/03                                              | Харківська обл., Золочів                    | авіабомбовий удар | пошкоджено один житловий будинок                                                 | —                                          |
| 17/03                                              | Харківська обл., Бугаївка                   | С-300             | пошкоджено пункт розташування швидкої медичної допомоги, житлового будинку       | 0/2                                        |
| 18/03                                              | Хмельницька обл.                            | Shahed 136        | уламками БпЛА ушкоджено приватний житловий будинок                               | 0/1                                        |
| 18/03                                              | Сумська обл., Конотоп                       | Х-59              | пошкоджена цивільна інфраструктура                                               | —                                          |
| 18/03                                              | Харківська обл., Білий Колодязь             | авіабомбовий удар | авіабомбою уражено пожежну частину у Харківській області                         | 0/1                                        |
| 19/03                                              | Донецька обл., Селидове                     | С-300             | пошкоджено 24 приватних домоволодіння                                            | 0/4                                        |
| 20/03                                              | Харків                                      | Х-59              | влучання ракети у поліграфію                                                     | 5/9                                        |
| 20/03                                              | Донецька обл., Гірник                       | авіабомбовий удар | влучання авіабомби у приватні житлові будинки                                    | 2/0                                        |
| 20/03                                              | Харківська обл., Козача Лопань              | авіабомбовий удар | влучання авіабомби у житлову забудову                                            | 0/1                                        |
| 20/03                                              | Дніпропетровська обл., Синельниківський р-н | артобстріл        | пошкоджені житлові будинки                                                       | 0/5                                        |
| 20/03                                              | Донецька обл., Максимівка                   | авіабомбовий удар | влучання авіабомби по житловому кварталу                                         | 0/2                                        |
| Масований ракетний обстріл України 21 березня 2024 |                                             |                   |                                                                                  |                                            |
| 21/03                                              | Київ                                        | ракетний удар     | ураження житлової забудови та авто уламками ракет                                | 0/13                                       |
|                                                    |                                             |                   |                                                                                  |                                            |
| 21/03                                              | Херсонська обл., Велетенське                | артобстріл        | був обстріляний житловий сектор у селищі                                         | 1/0                                        |
| 21/03                                              | Донецька обл., Новогродівка                 | авіабомбовий удар | влучання авіабомби у житлові приватні будинки                                    | 2/2                                        |
| 21/03                                              | Херсонська обл., Зимівник                   | Х-35              | влучання у дитсадок, пошкоджені приватні будинки, господарські споруди           | —                                          |
| 21/03                                              | Донецька обл., Нью-Йорк                     | авіабомбовий удар | пошкоджено три приватних будинки                                                 | —                                          |
| 21/03                                              | Донецька обл., Селидове                     | С-300             | руйнувань зазнали 11 будинків, адмінбудівля, магазин, гараж і транспорт          | —                                          |
| Масований ракетний обстріл України 22 березня 2024 |                                             |                   |                                                                                  |                                            |
| 22/03                                              | Хмельницький                                | ракетний удар     | пошкоджені будинки та об'єкт критичної інфраструктури                            | 2/8                                        |
| 22/03                                              | Запоріжжя                                   | ракетний удар     | влучання ракет по житловій забудові                                              | 3/15                                       |
|                                                    |                                             |                   |                                                                                  |                                            |
| 22/03                                              | Херсонська обл., Зміївка                    | артобстріл        | обстріл приватних житлових будинків села                                         | 1/0                                        |
| 22/03                                              | Херсон                                      | артобстріл        | влучання у багатоповерхівку в центрі міста, пошкоджено 4 незаселені квартири     | —                                          |
| 23/03                                              | Харків                                      | Shahed 136        | влучання в будівлю дитячого санаторію, повторний удар по рятувальниках           | 0/4                                        |
| 24/03                                              | Миколаїв                                    | Shahed 136        | падіння уламків збитого БпЛА на житловий будинок                                 | 0/11                                       |
| 24/03                                              | Донецька обл., Красногорівка                | артобстріл        | внаслідок обстрілів житлових кварталів поранено двох жінок і чоловіка            | 0/3                                        |
| 25/03                                              | Київ                                        | 3M22              | пошкоджено будівлю і Академію декоративно-прикладного мистецтва і дизайну        | 0/1                                        |
| 25/03                                              | Одеса                                       | балістична ракета | пошкоджені адмінбудівля, теплиці та лабораторія ботанічного саду                 | 0/10                                       |
| 27/03                                              | Донецька обл., Новогродівка                 | С-300             | пошкоджено приватні будинки, банк, інфраструктура підприємства                   | 2/1                                        |
| 27/03                                              | Харків                                      | авіабомбовий удар | удари по житловому району, в двір багатоповерхівки та школу                      | 1/16                                       |
| 27/03                                              | Харківська обл., Борова                     | авіабомбовий удар | пошкоджено будівлю дитсадка, 3 багатоквартирні будинки та будівлю котельні       | 1/0                                        |
| 27/03                                              | Харківська обл., Ізюм                       | Shahed 136        | пошкоджено будівлю закладу освіти та приватний будинок                           | 0/1                                        |
| 27/03                                              | Миколаїв                                    | Іскандер-М        | влучання по цивільній інфраструктурі                                             | 0/12                                       |
| 27/03                                              | Херсон                                      | артобстріл        | обстріл житлових та офісних будівель в центрі міста                              | —                                          |
| 27/03                                              | Донецька обл., Лиман                        | С-300             | зруйнувано приватний будинок                                                     | —                                          |
| 27/03                                              | Донецька обл., Михайлівка                   | авіабомбовий удар | пошкоджено два приватні житлові будинки та адмінбудівлю                          | —                                          |
| 28/03                                              | Харківська обл., Борова                     | авіабомбовий удар | пошкоджено 5 приватних будинків                                                  | —                                          |
| 28/03                                              | Запоріжжя                                   | Shahed 136        | удар безпілотниками по приватних цивільних будинках Запоріжжя                    | 0/2                                        |
| 28/03                                              | Донецька обл., Дробишеве                    | авіаудар          | пошкоджена будівля будинку культури, де люди чекали гуманітарний вантаж          | 0/1                                        |
| 29/03                                              | Вінницька обл., Северинівка                 | Shahed 136        | російський безпілотник впав і здетонував поблизу житлового будинку               | —                                          |
| 29/03                                              | Дніпропетровська обл., Камʼянське           | ракетний удар     | пошкоджено енергетичні об'єкти, у Кам'янському влучання у дачний кооператив      | 0/5                                        |
| 31/03                                              | Харківська обл., Борова                     | БМ-27 «Ураган»    | пошкоджені багатоповерхові та приватні житлові будинки й магазини                | 1/1                                        |
| 31/03                                              | Харківська обл., Борова                     | авіабомбовий удар | атаковані багатоквартирні та приватні будинки, лікарня, авто, памʼятник, магазин | —                                          |
| 31/03                                              | Херсонська обл., Бериславський р-н          | С-300             | пошкоджені приватні будинки та лінії електропередач                              | 0/2                                        |